# Астраханский (пруд)
Астраханский (озеро Астраха́нка) — пруд в Чебоксарском городском округе Чувашской Республики на реке Кувшинка.

## География
Расположено в 6 км к северу от города Чебоксары, в левобережье Волги.

## Физико-географическая характеристика
Озеро вытянуто с северо-запада на юго-восток. Длина — 850 м, ширина — 60—70 м, площадь озера — 5,5 га, глубина воды — до 1,5 м. Северо-восточный берег низкий, болотистый, юго-западный — высокий и сухой. Озеро образовано подпруживанием ручья.

## История
Создателем Астраханки был, по преданиям, Астраханцев Семён Михайлович, по его фамилии и дано название пруду.

## Экология и хозяйственное использование
В 1981 году озеро объявлено памятником природы, в 2000 году было включено в перечень особо охраняемых природных территорий Чувашской АССР как комплексный памятник природы регионального значения, в 2016 году — исключено из списка ООПТ Чувашской Республики.
В 1933—1937 годах в Астраханском пруду разводили зеркального карпа.
В настоящее время озеро испытывает высокую рекреационную нагрузку.